# Zotero
Zotero és un programari de gestió de referències lliure i de codi obert, amb una extensió, principalment, per al navegador Firefox (però també per a Chrome i Safari), i amb una integració amb els processadors de textos Microsoft Word, LibreOffice Writer i Google Docs. Permet als usuaris recol·lectar, gestionar i citar tota mena de fons documentals des del navegador web. També serveix com una eina col·laborativa.
El programa està produït pel Center for History and New Media de la Universitat George Mason i inicialment es deia Firefox Scholar.
El nom es deriva del mot albanès zotëroj que significa "dominar, aprendre una cosa extremadament bé".

## Característiques
Disponible inicialment com a complement per al navegador Firefox, des de la versió 3.0 també funciona com a programa independent. Aquesta versió s'anomena "Zotero Standalone version" i funciona en els sistemes operatius Mac, Linux i Windows. Funciona com a aplicació d'administració de referències, utilitzada per administrar bibliografies i referències al redactar esborranys.
En la majoria de llocs web dedicats a la recerca com ara les biblioteques digitals PubMed, Google Scholar, Google Books, Amazon.com, i fins i tot la Wikipedia,2019 Zotero detecta la informació bibliogràfica d'un llibre, article o qualsevol altre recurs i permet desar-lo amb un sol clic. Si l'origen és un article en línia o una pàgina web, Zotero té l'opció d'emmagatzemar una còpia local. Els usuaris poden afegir-hi notes, etiquetes i la seva pròpia informació. Aquestes referències bibliogràfiques poden exportar-se com a bibliografies. Zotero també té l'opció d'exportar una barra d'eines instal·lable a Microsoft Word (tant en Mac com en Windows) o en LibreOffice permetent organitzar i gestionar les fonts bibliogràfiques que es recullen en la web per ser utilitzades en aquests processadors de textos.
Permet fins a 100 MB d'emmagatzemament a la web, amb la funcionalitat de sincronització de la base de dades.

## Usos
Una investigació trobà que la ferramenta era útil per a l'àmbit de la intel·ligència competitiva.